# Platyja lecerfi
Platyja lecerfi là một loài bướm đêm trong họ Noctuidae.